# SS Robin Moor
Le SS Robin Moor était un vapeur Hog Islander qui naviguait sous pavillon des États-Unis depuis 1919 jusqu'à son torpillage le 21 mai 1941 par le sous-marin allemand U-69, avant l'entrée des États-Unis dans la Seconde Guerre mondiale, après que l'équipage et les passagers aient évacué le navire. 
Le torpillage d'un navire neutre  dans une zone considérée comme relativement sans U-Boots jusque là, ainsi que la situation critique de l'équipage et des passagers causèrent un incident politique aux États-Unis. Pour le 75e anniversiare du naufrage, le Musée américain de la Marine marchande à Kings Point, NY, ouvrit une exposition sur le naufrage du Robin Moor intitulé "Comment abandonner un navire".

## Construction et mise en service
Le navire fut achevé en 1919 par le chantier naval de constructions d'urgence American International Shipbuilding Corp, à Hog Island (Pennsylvanie), juste à l'extérieur de Philadelphie. C'était ce qu'on appelle un "Hog Islander", le nom de la classe de bateaux de commerce du Design 1024 de l'US Shipping Board construits pendant cette période. Il fut lancé comme SS Shetuckets et achevé sous le nom de SS Nobles. En 1928 il fut rebaptisé SS Exmoore pour les American Export Lines Inc de New-York. En 1940, il fut vendu à la Seas Shipping Co. Inc. de New-York et rebaptisé SS Robin Moor.

## Conséquences

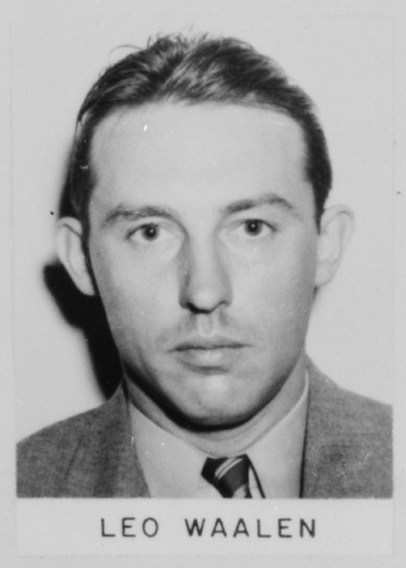
Leo Waalen, FBI file photo.

Une controverse s'est établie après le torpillage du Robin Moor. La presse des États-Unis avait publié des déclarations plus ou moins tendancieuses émanant des naufragés sauvés. L’obligation du commandant du sous-marin de garder un certain silence jusqu’à son retour à sa base de Saint-Nazaire, n’a pas permis d’établir les faits qui se sont déroulés. Le commandant avait en sa possession la liste (connaissement) des marchandises transportées laquelle établissait la nature de la cargaison et fondait la décision prise de torpiller. Il est certain que l’arraisonnement provoqua des réactions vives. Dès le 14 juin 1941, les avoirs allemands aux États-Unis furent gelés et, peu après, les consulats allemands furent fermés.
Les ouvrages publiés par le commandant de sous-marins allemands Jost Metzler lèvent tous les doutes sur le sujet, notamment celui publié en 1969. L'amiral Dönitz jugera que "Le coulage du Robin Moor ne correspondait pas aux ordres reçus" mais décorera le commandant chevalier de la Croix de fer.

## Sources

### Voir
- (en) Cet article est partiellement ou en totalité issu de l’article de Wikipédia en anglais intitulé « SS Robin Moor » (voir la liste des auteurs).